# Ibores

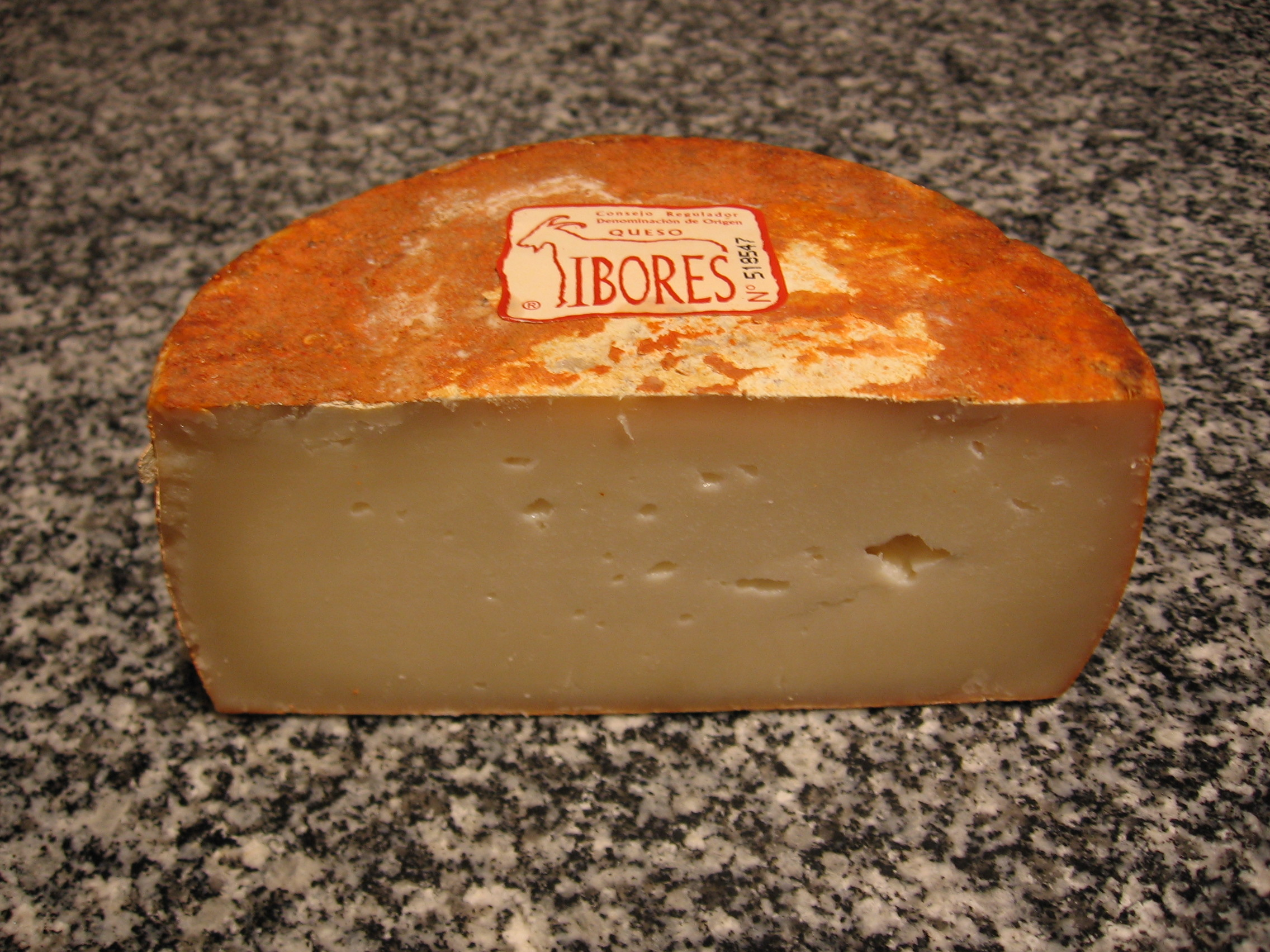
Ibores-Käse

Ibores oder Queso Ibores ist ein spanischer Ziegenkäse. Er stammt aus der Autonomen Region Extremadura und ist nach seiner Herkunftsregion, der Comarca de los Villuercas-Ibores benannt. Seine Herstellung wird über die Herkunftsbezeichnung (D.O.) „Queso Ibores“ geschützt.
Zur Käseherstellung werden Ziegen der Rassen Serrana, Verata und Retinta verwendet. Die ca. 27.000 Ziegen weiden im Bergland von Guadalupe, Villuercas und Altamira und in den Dehesas der Region.
Der Ibores-Käse hat einen milden bis würzigen Geschmack. Ein Käselaib wiegt üblicherweise zwischen 650 und 1.200 g.
Orte der Ibores-Käseherstellung sind:
- Bohornal de Ibor
- Castañar de Ibor
- Deleitosa
- Guadalupe
- Navalvillar de Ibor
- Trujillo

Die Herstellung des Ibores-Käses ist seit 1997 als „Queso Ibores“ durch die Herkunftsbezeichnung AOP geschützt, sie kann jedoch urkundlich bis ins Jahr 1465 zurückverfolgt werden, als der König von Kastilien Heinrich IV. dem Ort Trujillo das Marktrecht verlieh.